# Provincia di Yarowilca

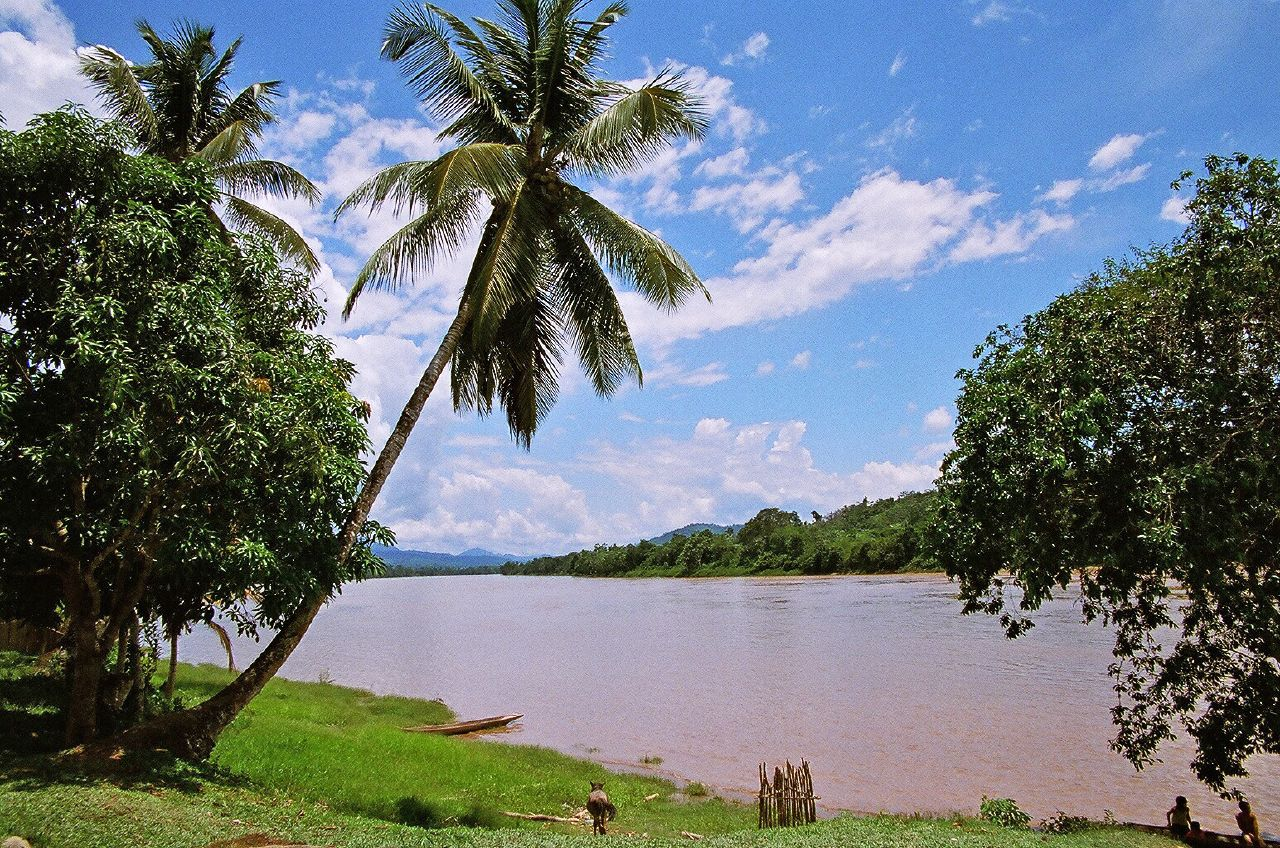
Rio Huallaga

La provincia di Yarowilca è una delle 11 province della regione di Huánuco nel Perù.

## Capoluogo e data di fondazione
Il capoluogo è Chavinillo.
La provincia è stata istituita il 9 giugno 1995.
Sindaco (Alcalde) (2007-2010): Rubino Aguirre Solórzano

## Superficie e popolazione
- 759,71 km²
- 38 813 abitanti (inei2005)

## Provincie confinanti
Confina a est con la provincia di Huánuco; a sud con la provincia di Lauricocha; a nord e a ovest con la provincia di Dos de Mayo.

## Geografia antropica

### Suddivisioni amministrative
È divisa in otto distretti:
- Aparicio Pomares
- Cahuac
- Chacabamba
- Chavinillo
- Choras
- Jacas Chico
- Obas
- Pampamarca

## Festività
- Settimana Santa
- 16 luglio: Madonna del Carmelo
- Signore dei Miracoli